# Município de Oak Run (condado de Madison, Ohio)
O município de Oak Run (em inglês: Oak Run Township) é um município localizado no condado de Madison no estado estadounidense de Ohio. No ano de 2010 tinha uma população de 528 habitantes e uma densidade populacional de 7,38 pessoas por km².

## Geografia
O município de Oak Run encontra-se localizado nas coordenadas 39° 48′ 47″ N, 83° 22′ 29″ O. Segundo o Departamento do Censo dos Estados Unidos, o município tem uma superfície total de 71.54 km², da qual 71,51 km² correspondem a terra firme e (0,04 %) 0,03 km² é água.

## Demografia
Segundo o censo de 2010, tinha 528 pessoas residindo no município de Oak Run. A densidade populacional era de 7,38 hab./km². Dos 528 habitantes, o município de Oak Run estava composto pelo 99,24 % brancos e o 0,76 % eram de uma mistura de raças. Do total da população o 0 % eram hispanos ou latinos de qualquer raça.